# (7277) Klass
(7277) Klass est un astéroïde de la ceinture principale.

## Description
(7277) Klass est un astéroïde de la ceinture principale. Il fut découvert le 4 septembre 1983 à la station Anderson Mesa par Edward L. G. Bowell. Il présente une orbite caractérisée par un demi-grand axe de 2,62 UA, une excentricité de 0,22 et une inclinaison de 3,8° par rapport à l'écliptique.

## Compléments